# سابا لوبژانیدزه
سابا لوبژانیدزه (گرجی: საბა ლობჟანიძე؛ زادهٔ ۱۸ دسامبر ۱۹۹۴) بازیکن فوتبال اهل گرجستان است.
از باشگاه‌هایی که در آن بازی کرده است می‌توان به باشگاه فوتبال دینامو تفلیس، باشگاه فوتبال هاتای‌اسپور، باشگاه فوتبال فاتح قره‌گمرک، باشگاه فوتبال آتلانتا یونایتد، باشگاه فوتبال آنکاراگوچو، و باشگاه فوتبال راندرس اشاره کرد.
وی همچنین در تیم‌های ملی فوتبال زیر ۲۱ سال گرجستان، و گرجستان بازی کرده است.